# Lil' Romeo (álbum)
Lil 'Romeo es el álbum de estudio debut homónimo del rapero estadounidense Lil' Romeo. Fue lanzado el 3 de julio de 2001 en No Limit Records, Soulja Music y Priority Records. El álbum tiene producciones de Master P, Carlos Stephens y Sean "Barney" Thomas, el álbum también tiene apariciones especiales de Freequan, Silkk the Shocker, Lil 'Zane, Allusion, Little D, 6 Piece y Afficial.
El álbum obtuvo críticas mixtas de críticos musicales. Engendró dos singles: "My Baby" y "The Girlies". El álbum debutó en el número 6 en el Billboard 200 y fue certificado oro por la RIAA en 3 semanas.

## Recepción
Lil 'Romeo recibió una recepción mixta de los críticos de música. El editor de AllMusic, Jason Birchmeier, elogió el álbum por sus "grandes producciones de pop-rap" y acreditó a Master P por proporcionar ganchos que llamaron su atención.  El crítico musical Robert Christgau le dio al álbum una mención de honor de dos estrellas, indicando un "esfuerzo agradable que los consumidores sintonizados con su visión estética o individual dominante pueden disfrutar". Destacó "My Baby" y "Where They At" como " gangsta pop en su forma más divertida, enferma y segura ". Kathryn McGuire de Rolling Stone comentó sobre cómo el álbum era como una creación que Master P hizo entre sus diversos proyectos comerciales. Un editor de HipHopDX criticó el álbum por su material repetitivo en las canciones y el flujo de Romeo por ser "mediocre y subdesarrollado".
- Datos: Q6547384